# Jeanne Brindeau
Pour les articles homonymes, voir Brindeau.
Jeanne Louise Brindeau de Jarny dite Jeanne Brindeau (née à Paris 9e le 22 novembre 1860 et morte à Paris 17e le 6 avril 1946) est une actrice française de théâtre et de cinéma.

## Biographie
Son nom de naissance est Dejarny (ou de Jarny) car son père, le célèbre comédien, sociétaire de la Comédie-Française, Louis Paul Édouard Brindeau (1814-1882) n'a pas épousé sa mère, Adrienne Dejarny.
Elle suit au Conservatoire de Paris les cours des acteurs Bressant et Got. Elle fait ses débuts d'actrice au Théâtre du Gymnase. C'est le rôle de Micheline dans la comédie de Georges Ohnet, Serge Panine, qui la fait connaître.
Elle est pensionnaire de la Comédie-Française de 1883 à 1884 puis reçoit une proposition du Théâtre Michel de Saint-Pétersbourg, qu'elle accepte avec empressement. À son retour en France, elle est réengagée au Gymnase, le théâtre de ses débuts.

## Filmographie partielle
- 1910 : L'Évadé des Tuileries (ou Une Journée de la Révolution) d'Albert Capellani
- 1911 : Le Roman de la momie
- 1913 : La Broyeuse de cœurs
- 1913 : Le Secret de l'orpheline
- 1914 : L'Infirmière : Mme Delbet
- 1914 : Celle qui tua
- 1915 : La Fille du Boche
- 1915 : Dette de haine
- 1915 : La Marraine du poilu
- 1915 : Les Gants blancs de Saint-Cyr
- 1916 : Grand'Maman
- 1916 : Zyte
- 1916 : Le Consentement de la marquise
- 1917 : Le Petit Chaperon rose
- 1917 : Le Devoir d'abord
- 1917 : Son fils
- 1917 : Maryvonne
- 1917 : La Vénus d'Arles de Georges Denola
- 1917 : Maryse : Mme Dupin
- 1917 : Volonté
- 1917 : Les feuilles tombent
- 1917 : 48, avenue de l'Opéra de Georges Denola et Dominique Bernard-Deschamps
- 1918 : Après lui
- 1918 : Les Grands de Georges Denola
- 1919 : Ramuntcho
- 1919 : La Grande Rivale
- 1919 : La Faute d'Odette Maréchal
- 1919 : Qui a tué ?
- 1919 : Mystère
- 1919 : L'Ibis bleu
- 1920 : Malencontre
- 1920 : Le Secret d'Argenville (ou Nick Winter et le secret d'Argenville)
- 1920 : La Force de la vie
- 1921 : L'Ami des montagnes
- 1921 : Paris mystérieux
- 1921 : La Mort du soleil
- 1921 : Gigolette
- 1921 : L'Affaire du train 24
- 1922 : Le Crime de Monique
- 1922 : L'Empereur des pauvres
- 1923 : La Faute des autres
- 1923 : La Légende de sœur Béatrix de Jacques de Baroncelli
- 1923 : Gossette de Germaine Dulac : comtesse de Savieres
- 1923 : Les Ennemis de la femme (Enemies of Women) d'Alan Crosland
- 1924 : La Voyante de Leon Abrams : Madame Gainard
- 1924 : La Dame masquée de Victor Tourjanski
- 1925 : La cavalcata ardente de Carmine Gallone
- 1925 : Il focolare spento (en) d'Augusto Genina
- 1926 : Michel Strogoff de Victor Tourjanski : Maria Strogoff
- 1927 : Poker d'as de Henri Desfontaines
- 1927 : Celle qui domine de Carmine Gallone et Léon Mathot
- 1927 : Belphégor de Henri Desfontaines : Elsa Bergen
- 1929 : Trois Jeunes Filles nues de Robert Boudrioz
- 1929 : Paris Girls de Henry Roussell
- 1930 : La Maison de la flèche de Henri Fescourt : Miss Harlowe
- 1931 : La Fin du monde d'Abel Gance : Mme Novalic
- 1935 : Les Yeux noirs de Victor Tourjanski : la gouvernante
- 1936 : Mayerling d'Anatole Litvak : une dame de la cour